# Alyona Babak
Alyona Babak, (ukrainien Альона Валеріївна Бабак) née le 27 septembre 1969 à Kryvyi Rih est une femme politique ukrainienne.

## Biographie
Elle est diplômée de l'université nationale des langues de Kiev en français et anglais.

### Carrière politique
Elle était ministre du Développement local du Gouvernement Hontcharouk.
Elle a été élue à la 8e Rada d'Ukraine sous l'étiquette Samopomitch.